# 엘페네시 알레무
엘페네시 알레무(암하라어: እልፍነሽ ዓለሙ, 1975년 6월 10일 ~ )는 에티오피아의 육상 선수이다. 2000년과 2004년 하계 올림픽에 참가했으며, 1997년부터 2003년까지 세계 육상 선수권 대회 마라톤에 참가했다.
알레무는 1993년에 대회에 출전하기 시작했고 다음 해에 아프리카 마라톤 대회에서 우승했다. 1997년 암스테르담 마라톤 대회에서 우승한 최초의 에티오피아 여자 선수가 되었다.
그녀는 2002년 보스턴 마라톤 대회에서 3위를 했고 2003년 도쿄 국제 마라톤 대회에서 우승했다. 그 해에, 그녀는 2000년 올림픽 마라톤 챔피언 게자네 아베레와 결혼했다.

## 대회 성적
| 대회             | 1997 | 1998 | 1999 | 2000 | 2001 | 2002 | 2003 | 2004 |
| ---------------- | ---- | ---- | ---- | ---- | ---- | ---- | ---- | ---- |
| 하계 올림픽      |      |      |      | 6위  |      |      |      | 4위  |
| 세계 선수권 대회 | 15위 |      | 5위  |      | DNF  |      | 6위  |      |